# Stardust (musikgrupp)
Stardust var ett kortlivat franskt musikprojekt bestående av Thomas Bangalter (ena hälften av Daft Punk), Alan Braxe och Benjamin Diamond. Stardusts singel "Music Sounds Better With You" från 1998, blev en enorm klubbhit såväl som kommersiell.

## Historia
Projektet gav resultat i klubblåten med titeln "Music Sounds Better with You", 1998. Låten, som är uppbyggd kring en sampling av låten "Fate" (från albumet What Cha' Gonna Do for Me) från 1981 av Chaka Khan, spelades in i Paris på Daft House productions, där Bangalter, ena halvan av den populära franska house-duon Daft Punk, grundas. Låten skapades i Rex Club, Paris, där trion spelade ett live-set. Bangalter och Braxe arbetade med den instrumentala biten, medan Diamond skrev och sjöng texten. Låten nådde #2 i Storbritannien och tillbringade två veckor på första plats på "Billboard Hot Dance Music/Club Play chart" i USA i augusti och oktober 1998.
Bangalter, Braxe och Diamond har inte arbetat tillsammans sedan singel-släppet. Diamond och Braxe återupptog sina solokarriärer, och Bangalter, tillsammans med musikpartnern Guy-Manuel de Homem-Christo, släppte sitt andra Daft Punk-album, Discovery.
Musikvideon till "Music Sounds Better with You" regisserades av Michel Gondry.

## Diskografi

### Singlar
| År   | Singel                         | Bästa plats | Bästa plats | Bästa plats | Bästa plats | Bästa plats | Bästa plats | Bästa plats | Bästa plats | Bästa plats | Bästa plats | Bästa plats | Bästa plats | Bästa plats | Guldskiva                                  |
| År   | Singel                         | · AUS ·     | · AUT ·     | · FRA ·     | · IRL ·     | · ITA ·     | · NED ·     | · NOR ·     | · NZ ·      | · SWE ·     | · SUI ·     | · ESP ·     | · UK ·      | · USA ·     | Guldskiva                                  |
| ---- | ------------------------------ | ----------- | ----------- | ----------- | ----------- | ----------- | ----------- | ----------- | ----------- | ----------- | ----------- | ----------- | ----------- | ----------- | ------------------------------------------ |
| 1998 | "Music Sounds Better with You" | 4           | 24          | 10          | 5           | 7           | 15          | 14          | 8           | 27          | 7           | 1           | 2           | 62          | - AUS: Platina - FRA: Silver - UK: Platina |

### Fotnoter
1. ↑  ”Australia's singles-positions to Stardust”. Hung Medien. http://www.australian-charts.com/search.asp?cat=s&artist=Stardust&artist_search=starts&title=&title_search=starts. Läst 14 augusti 2010.
2. ↑  ”Austria's singles-positions to Stardust”. Hung Medien. http://www.austriancharts.at/search.asp?cat=s&artist=Stardust&artist_search=starts&title=&title_search=starts. Läst 14 augusti 2010.
3. ↑  ”France's singles-positions to Stardust”. Hung Medien. http://lescharts.com/search.asp?cat=s&artist=Stardust&artist_search=starts&title=&title_search=starts. Läst 14 augusti 2010.
4. ↑  Irish peak positions search
5. ↑  Italian peak positions in 1998
6. ↑  ”Holland's singles-positions to Stardust”. Hung Medien. http://www.dutchcharts.nl/search.asp?cat=s&artist=Stardust&artist_search=starts&title=&title_search=starts. Läst 14 augusti 2010.
7. ↑  ”Norway's singles-positions to Stardust”. Hung Medien. http://www.norwegiancharts.com/search.asp?cat=s&artist=Stardust&artist_search=starts&title=&title_search=starts. Läst 14 augusti 2010.
8. ↑  "The Music Sounds Better with You", in various singles charts Lescharts.com (Läst 10 februari, 2008)
9. ↑  ”Sweden's singles-positions to Stardust”. Hung Medien. http://www.swedishcharts.com/search.asp?cat=s&artist=Stardust&artist_search=starts&title=&title_search=starts. Läst 14 augusti 2010.
10. ↑  ”Switzerland's singles-positions to Stardust”. Hung Medien. http://www.swisscharts.com/search.asp?cat=s&artist=Stardust&artist_search=starts&title=&title_search=starts. Läst 14 augusti 2010.
11. ↑  Billboard: Hits of the World, 19 september, 1998
12. ↑  UK Singles Chart Chartstats.com (Läst 10 april, 2008)
13. ↑  Billboard Allmusic (Läst 31 augusti, 2008)